# Скерский, Александр Генрихович
Скерский Александр Генрихович (18 июня [30] июня 1861, Стопница, Келецкая губерния, Российская империя — 1917) — русский военачальник, генерал-лейтенант Русской императорской армии, участник Первой мировой войны. Участвовал в Памирской экспедиции 1894 года и Китайском походе 1900—1901 годов, командовал 34-й пехотной запасной бригадой (1914—1917), начальник штаба 21-го армейского корпуса (1910—1914), обер-квартирмейстер Главного управления Генерального штаба (с 1908), командир 24-го пехотного Симбирского полка, начальник Памирского отряда Туркестанского военного округа (01.06.1894—01.10.1895).

## Биография
Родился Александр Генрихович Скерский 18 (30) июня 1861 в сельской волости Стопнице Келецкой губернии Российской империи из «потомственных дворян Воронежской губернии».
Воспитывался в Михайловской Воронежской военной гимназии с 1875 по 1879 год, за отличие в обучении 1 сентября 1879 года был переведён в Санкт-Петербурге в Михайловское артиллерийское училище (1.09.1879—7.08.1882), после в 1890 году окончил военное учебное заведение сухопутных Вооружённых сил Российской империи — Николаевскую академию Генерального штаба — по 1-му разряду:

«Окончил Михайловское арт. училище (1882). Выпущен из Фельдфебелей Подпоручиком (пр. 07.08.1882; ст. 08.08.1880) в 21-ю конно-арт. батарею. Поручик (пр. 01.12.1885; ст. 01.01.1885; на вакансию). Окончил Николаевскую академию ген. штаба (1890; по 1-му разряду)».— 
После завершения полного курса в Николаевской академии Генерального штаба (обер-офицерский чин штабс-капитан удостоен приказом от 13 мая 1890 года (ст. 13.05.1890; за отличные успехи в науках)) был причислен к (службе) Генеральному штабу (ВП 26.11.1890). С 26 ноября 1890 года состоял на военной службе при Туркестанском военном округе и был переведён в Генеральный штаб с назначением обер-офицером для поручений при штабе Туркестанского военного округа (26.11.1890—13.06.1896). Капитаном становится согласно приказу от 5 апреля 1892 года (ст. 05.04.1892; на основании 827 ст. II ч. I кн. С.В.П. (по V продолж.)).
Участвовал в Памирской экспедиции 1894 года. Начальник Памирского отряда Туркестанского военного округа Русской императорской армии с 1 июня 1894 по 1 октября 1895 год:

«Дорог не было, движение было крайне сложным, вследствие большого падежа вьючных животных была утрачена значительная часть боеприпасов и продовольствия. Однако, несмотря на все сложности, цели похода были достигнуты: около озера у впадения реки Аличур Яшилькуль был разгромлен обосновавшийся там афганский пост. Узнав, что около озера Яшилькуль пока держится афганский пост, сам Ионов взял с собою три взвода казаков и в ночь с 11 на 12 июля 1892 г. окружил афганский пост и потребовал сложить оружие, но афганский капитан Гулям-Хайдар-хан не принял ультиматум, и отряду Ионову пришлось применить силу. Отряд капитана А. Скерского дошёл до крайнего предела Памира, урочища Акташ (выбил китайцев из укрепления Ак-Таш в верховьях реки Оксу), откуда выдворил обосновавшийся там китайский отряд. Таким образом, была установлена русская граница по Восточному Памиру, доходила она до Сарыкольского хребта до пределов бывших Кокандских владений (Кокандского ханства)».— Б. Л. Тагеев
Помощник делопроизводителя старшего оклада Азиатской части Главного штаба с 13 июня 1896 по 5 февраля 1900 год. Подполковник согласно приказу от 6 декабря 1896 года (ст. 06.12.1896; на основании С.В.П. 1869 г., кн. VII, ст 343). Состоял в распоряжении начальника Главного штаба с 15 февраля 1900 по 9 февраля 1906 год. В 1900—1901 гг. участвовал в военных действиях против Китая. Чина полковника удостоен приказом от 1 января 1901 года (ст. 06.12.1900; «за отличие»). С 9 февраля 1906 года являлся командиром 24-го пехотного Симбирского полка.
Обер-квартирмейстер Главного управления Генерального штаба со 2 января 1908 года. Чина генерал-майора был удостоен приказом от 13 апреля 1908 года (ст. 13.04.1908; «за отличие»). 12 июня 1910 года становится начальником штаба 21-го армейского корпуса, который возглавляет по 30 декабря 1914 года с последующим присвоением чина генерал-лейтенанта «с увольнением от службы, с мундиром и пенсией (пр. 30.12.1914)». Высочайшим приказом от 29 июня 1915 года Скерский Александр Генрихович был определён в службу тем же чином с назначением в резерв чинов при штабе Киевского военного округа (ст. 12.10.1916). Командовал 34-й пехотной запасной бригадой с 30 октября 1915 года по 10 июня 1917 года. Был отчислен от должности из-за болезни (ПАФ 10.06.1917) с назначением в резерв чинов при штабе Киевского военного округа.

## Семья
- Супруга Софья Егоровна Скерская (в девичестве Флуг; 1866—1917).
- Сын Всеволод Александрович Скерский родился 25 октября 1895 года, трагически погиб в подростковом возрасте (в 14 лет) 10 февраля 1910 года.
- Брат Скерский Воцлав Генрихович, воспитанник Михайловской Воронежской военной гимназии (1877—1882), был переведён за отличие в обучении в Михайловское артиллерийское училище (1882), есаул Николаевского кавалерийского училища (1888—1892), поручик 3-й Конноартиллерийской батареи (1895—1898)[6].

## Награды
- Орден Святого Станислава 3-й степени (ВП 25.03.1892),
- Орден Святой Анны 3-й степени (ВП 13.03.1893),
- Орден Святого Станислава 2-й степени (ВП 24.03.1896),
- Орден Святой Анны 2-й степени (ВП 06.12.1899),
- Орден Святого Владимира 4-й степени с мечами и бантом (ВП 01.05.1901),
- Орден Святой Анны 1-й степени с мечами (ВП 02.01.1915; 19.12.1914),
- Орден Святого Владимира 2-й степени с мечами (ВП 02.01.1915; 19.12.1914),
- Орден Святого Владимира 3-степени (ВП 29.06.1907),
- Орден Святого Станислава 1-й степени (10.05.1912),
- Георгиевское оружие (ВП 14.02.1902)[1][5][6].

## Сочинения
- Скерский А. Г. Краткий очерк Памира капитана Скерского // Сборник географических, топографических и статистических материалов по Азии. — Санкт-Петербург: Военно-ученого комитета Главного штаба (Воен.-учен. ком. Глав. штаба), 1882—1914, 1892. — Вып. 50. — С. 14—40 (245 с.). Российская государственная библиотека.

### Комментарии
1. ↑  Высшая штабная должность в армии, ответственный за организацию передвижения, размещения войск и снабжение армии, ключевая фигура в планировании и обеспечении военной деятельности войск на поле боя и в тылу.
2. ↑  Губерния Царства Польского и Российской империи в 1842—1844 и 1867—1917 годах.
3. ↑  Кадетский корпус в 1865 году был преобразован в Михайловскую Воронежскую военную гимназию, а в 1882 году Воронежская военная гимназия была преобразована в Михайловский Воронежский кадетский корпус.
4. ↑  Приказ по армии и флоту (ПАФ).